# Нова Гребля (Роменський район)
Нова́ Гре́бля — село в Україні, у Сумській області, Роменському районі. Населення становить 415 осіб. Входить до складу Андріяшівської сільської громади. До 2020 орган місцевого самоврядування — Новогребельська сільська рада.

## Географія
Село Нова Гребля розташоване на правому березі річки Сула, вище за течією на відстані 2.5 км розташоване село Чеберяки, нижче за течією на відстані 0.5 км розташоване село Голінка, на протилежному березі — село Білогорілка Полтавської області.
Селом протікає річка Голенька, права притока Сули.

## Історія
- Село Нова Гребля відоме з кінця XVIII ст.
- Село постраждало внаслідок геноциду українського народу, проведеного урядом СРСР 1923—1933 та 1946—1947 роках.
- 05 лютого 1965 року Указом Президії Верховної Ради Української РСР передано Волошнівську, Новогребельську, Хоминцівську та Ярошівську сільради Срібнянського району Чернігівської області — до складу Роменського району Сумської області[1].

## Економіка
- Молочно-товарна та вівце-товарна ферми.

## Соціальна сфера
- Школа І-ІІ ст.

## Пам'ятки
Гідрологічний заказник «Новогребельський». Площа — 447,0 га. Заплава р. Сула на південь від села Чеберяки та на схід від сіл Нова Гребля, Голінка на території Ярошівської та Новогребельської сільських рад Роменського району
Масив евтрофних високотравних, осокових і лісових боліт, що забезпечують підтримання гідрологічного режиму р. Сула та збереження цінних для регіону компонентів ландшафтного і біологічного різноманіття. Є осередком зростання рідкісних і занесених до Червоної книги України видів рослин — пальчатокорінників м'ясочервоного і травневого, зозулинця болотного, рослинних угрупувань, занесених до Зеленої книги України — латаття білого і глечиків жовтих. Місце мешкання рідкісних і занесених до Червоної книги України видів тварин, серед яких — видра, горностай, журавель сірий, лелека чорний, п'явка медична та ін.
Має особливу природоохоронну, наукову, естетичну, рекреаційну, пізнавальну і освітньо-виховну цінність

## Відомі люди
- Бойко Іван Захарович — український бібліограф, письменник.
- Овдієнко Людмила Миколаївна (1948—2015) — українська поетеса, журналіст, член Національної спілки письменників, автор багатьох поетичних збірок, Лауреат літературних премій.
- Федоряка Петро Вікторович (1964—2014) — український коваль, учасник російсько-української війни 2014—2015 р.р., учитель вищої категорії[2].
- Янушевич Зоя Василівна (1916—2005) — радянський ботанік, доктор біологічних наук, один з піонерів радянської палеоботаніки.